# Петрицкий, Анатолий Галактионович
Анато́лий Галактио́нович Петри́цкий (укр. Анатолій Галактіонович Петрицький; 31 января (12 февраля) 1895, Киев — 1964) — советский, украинский живописец, график, сценограф

, педагог. Академик АХ СССР (1947). Народный художник СССР (1944). Лауреат двух Сталинских премий второй степени (1949, 1951).

## Биография
Родился в семье железнодорожника.
Учился (1912—1918) в Киевском художественном училище
у В. Г. Кричевского и, параллельно, в студии А. А. Мурашко (в «доме Гинзбурга»).
Экспонировать свои работы начал с 1914 года. В 1916 году дебютировал как театральный художник. Главный художник Молодого театра Леся Курбаса (1917—1919). Оформил большинство представлений театра. Был главным художником Первого государственного драматического театра УССР и Украинской музыкальной драмы в Киеве. Занимался художественным оформлением книг и журналов. Входил а литературные объединения «Белая студия» (1918) и «Фламинго» (1919).
В 1922—1924 годах учился в Москве, во ВХУТЕМАСе (в то время — центр русского конструктивизма) у А. Д. Древина и Н. А. Удальцовой. Работал как станковист (живопись и графика), сценограф, художник-иллюстратор и плакатист. Работы этого периода выполнены в стиле советского авангарда той поры. В портретах, идя от анализа формы модели, художник создавал картинное пространство стилизованных трансформаций этой формы, получая лаконичный и выразительный образ. Таким методом создана большая часть известной серия портретов современников художника (общественные деятели, писатели, художники и актёры многие из которых позже были репрессированны; портреты репрессированных и людей из их окружения не сохранились). Шесть портретов (Константина Гордиенко, Якова Городского, Саввы Голованивского, Владимира Сосюра, Исаака Фефера и Леонида Первомайского) считаются утраченными. Их удалось спасти Голованивскому и Первомайскому: когда они узнали, что портретную галерею Петрицкого хотят уничтожить, они, получив разрешение председателя Комитета по делам искусств А. А. Хвыли, взяли портреты из подвала, где те хранились, но в годы оккупации Киева портреты были украдены, и на момент написания воспоминаний Голованивским в 1986 году их местонахождение было неизвестно
Образ строится у художника на выявлении самых характерных черт портретируемогоо и через них на раскрытии человеческой сути. Наличие в арсенале художника различных художественных методов, обдуманный их выбор, дали мастеру возможность каждый раз добиваться оригинального достижения цели, находить неповторимое выражение духовного состояния. Так портрет П. Митурича (1924), известного графика, даёт представлении о высоком мастерстве художника-рисовальщика. Обращает на себя внимание виртуозное владение рисунком, безусловное ощущение формы, которые делают работу убедительной и достоверной. Художник моделирует пластику лица, отображая внутреннее состояние и характер мягкого, интеллигентного и доброго человека. Свободные, уверенные и энергичные штрихи передают выразительные формы прямого носа, округлость лба, еле уловимые светотеневые переходы на продолговатом худощавом лице.
У 1927 году был одним из основателей (вместе с писателями Г. Шкурупиём, Д. Бузько, Л. Скрыпником, А. Полторацким, О. Влизько и художником В. Меллером) футуристической организации «Новая генерация».
С начала 1930-х годов приоритетом в творчестве художника стал театр, где работал ещё до революции. Испытав влияние конструктивизма, с первой половины 1930-х годов создавал костюмы и объёмно-пространственные декорации в стиле украинского народного искусства и быта. Для художника оказавшегося автором немалого числа портретов «врагов народа» «преодолеть» в себе авангардиста было жизненно важным в буквальном смысле; невозможным в творчестве художника стал и портретный жанр. Как художник театра А. Г. Петрицкий работал в лучших театрах СССР в Москве, Киеве, Харькове. Его заслуги перед театром отмечены высшими государственными наградами.
Академик АХ СССР (1947). Член Союза художников СССР.
Член ВКП(б) с 1943 года.
Умер Анатолий Петрицкий 6 марта 1964 года в Киеве. Похоронен на Байковом кладбище.
Более 500 театральных работ художника принадлежат собранию Музея театрального, музыкального и киноискусства Украини. Отдельные творения хранятся в Национальном художественном музее.

### Семья
Сын — Анатолий Анатольевич Петрицкий (1931—2024), оператор, режиссёр. Заслуженный деятель искусств РСФСР (1969).

## Память
- В 1965 году в его честь названа улица в Киеве.

## Награды и звания
- Заслуженный деятель искусств УССР
- Народный художник СССР (1944)
- Сталинская премия второй степени (1949) — за оформление спектакля «Макар Дубрава» А. Е. Корнейчука[11]
- Сталинская премия второй степени (1951) — за оформление спектакля «Калиновая роща» А. Е. Корнейчука
- Орден Ленина (1960)
- Орден Отечественной войны 1-й степени (1945)
- Два ордена Трудового Красного Знамени (1940[12] и 1948)
- Орден «Знак Почёта» (1951)[13]
- 2 ордена
- Медаль «За доблестный труд в Великой Отечественной войне 1941—1945 гг.»
- Медали

## Участие в выставках
- 1969 — Персональная выставка А. Г. Петрицкого (посмертная) Киев
- 2006 — «Перекрёстки: модернизм на Украине,1910—1930». Украинский центр современного искусства (Чикаго)

## Графические и живописные работы
- 1922—1932 — серия графических и живописных портретов современников (более 150-ти работ). Среди них:
  - портрет П. В. Митурича
  - портрет Б. С. Глаголина. 1926.
  - Портрет М. Горького. 1929.
  - портрет М. В. Семенко. 1929.
  - портрет Леся Курбаса. 1929.
  - портрет Н. А. Скрипника. 1931
- 1924 — «Инвалиды»
- 1925 — «Отдых». Холст, масло, 69×81 см, ОХМ
- 1926 — «За столом». Холст, масло, 132×98 см, НХМУ
- «Парашютисты»

## Автор костюмов и декораций в спектаклях
- 1925 — «Сорочинская ярмарка» М. П. Мусоргского (Украинская столичная опера, Харьков)
- 1937 — «Тарас Бульба» Н. В. Лысенко (КУАТОБ имени Т. Г. Шевченко)
- 1939 — «Богдан Хмельницкий» А. Е. Корнейчука (Малый театр)
- 1941 — «Черевички» П. И. Чайковского (Большой театр)
- 1948 — «Макар Дубрава» А. Е. Корнейчука (КУАДТ имени И. Я. Франко), Сталинская премия 1949
- 1950 — «Калиновая роща» А. Е. Корнейчука (КУАДТ имени И. Я. Франко), Сталинская премия 1951 года
- 1953 — «Декабристы» Ю. А. Шапорина) (Большой театр)
- «Спящая красавица» П. И. Чайковского (ХУАТОБ имени Н. В. Лысенко)